# Patchwork Gilde Deutschland
Die Patchwork Gilde Deutschland e. V. (Patchwork Gilde) ist ein gemeinnütziger, eingetragener  Verein mit Sitz in Dortmund. Die 1985 gegründete Patchwork Gilde hat sich zum Ziel gesetzt, das Patchwork-, Quilt- und Textilkunst-Handwerk in Deutschland zu fördern und pflegen.
Die Gilde ist in 14 Regionalgruppen gegliedert, in denen textilbegeisterte Einzelpersonen und Gruppen sich austauschen, Ausstellungen, Kurse und Workshops organisieren. Der Vorstand der Gilde steht in enger Verbindung mit Kurs- und Gruppenleitern und unterstützt sie durch Ausbildung und Erfahrungsaustausch und steht, unabhängig von einer Gildemitgliedschaft, auch Lehrern aus dem textilen Bereich zur Seite.
Heute ist die Patchwork Gilde mit rd. 6000 Mitgliedern im In- und Ausland, neben der Quilters’ Guild Of The British Isles mit über 7000 Mitgliedern einer der mitgliederstärksten Quilt- und Patchworkverbände in Europa. Auf europäischer Ebene arbeitet die Gilde in der European Quilt Association mit deren 13 europäischen Quilt- und Patchworkverbänden zusammen. Ebenso pflegt sie gute Kontakte zu lokalen wie internationalen Verbänden anderer Textiltechniken, wie z. B. der Deutschen Spitzengilde.
In regelmäßigen Abständen schreibt die Patchwork Gilde Deutschland eine jurierte Ausstellung für ihre Mitglieder aus. Diese Wanderausstellung „Tradition bis Moderne“ – zusammen mit dem dazugehörigen Katalog – dokumentiert und präsentiert den aktuellen Stand des Patchwork-, Quilt und Textilkunsthandwerks in Deutschland.
Ebenfalls bereits seit 1985 erscheint viermal im Jahr, mittlerweile in einer Auflage von über 6000 Exemplaren, die Mitgliederzeitschrift der Gilde.
Für die jährliche Mitgliederversammlung der Gilde werden Patchworktage mit Ausstellungen, Kursen und Ladenstraße in jeweils einer der Gilderegionen ausgerichtet.